# Клиновский мост
Клиновский мост — пешеходный металлический вантовый мост через Дудергофский канал в Красносельском районе Санкт-Петербурга. Первый в Санкт-Петербурге вантовый мост подобной конструкции. 

## Расположение
Расположен в створе Мемориальной аллеи (аллеи Славы). Рядом с мостом расположены Полежаевский парк, мемориальный комплекс Кировский вал.
Выше по течению находится мост-плотина через Дудергофский канал, ниже — мост Партизана Германа.
Ближайшая станция метрополитена — «Проспект Ветеранов».

## Название
Первоначально мост не имел официального названия. Существующее название присвоено 15 сентября 2022 года по наименованию существовавшего поблизости посёлка Клиново.

## История
Мост сооружён в 1986—1988 годах по проекту инженера «Ленгипроинжпроекта» А. А. Соколова и архитектора Ю. Г. Шиндина. Заказчиком выступил УКС-6 ГлавУКСа «Главленинградинжстроя». Строительство осуществляло СУ-3 треста «Ленмостострой» под руководством главного инженера В. И. Оськина.

## Конструкция
Мост однопролётный металлический вантовой системы. Пролётное строение состоит из балки жёсткости в виде пакета из четырёх двутавровых балок, соединённых между собой металлическим листом. Балка жёсткости поддерживается шестью вантами — металлическими канатами. Один конец каждого каната прикреплён к пролётному строению, другой — к пилону. Узлы крепления вант в пролётном строении и пилонах выполнены из стали. Пилоны высотой 15,5 м расположены на левобережном устое, железобетонные, облицованы металлическим листом. Характерной особенностью моста является отсутствие оттяжки пилона, что потребовало значительного увеличения его сечения. Устои из монолитного железобетона на свайном основании, облицованы гранитом. Длина моста составляет 57,7 м, ширина — 5,3 м.
Мост предназначен для движения пешеходов. Покрытие прохожей части – асфальтобетонное по ортотропной плите. Перильное ограждение на мосту металлическое сварное простого рисунка. На входах – гранитные ступени.